# Combat du 6 décembre 1782
Guerre d'indépendance des États-Unis
Batailles
Le combat du 6 décembre 1782 est un combat entre le vaisseau de ligne de troisième rang britannique HMS Ruby et le vaisseau français le Solitaire, de taille équivalente, au large de la Martinique. Le HMS Ruby sort vainqueur du duel, le  Solitaire et son équipage sont capturés.

## L'affrontement
Le 6 décembre 1782, un convoi français est intercepté au large de la Martinique par une escadre de la Royal Navy placée sous le commandement du contre-amiral Richard Hughes (en). L'un des vaisseaux de cette escadre, le HMS Ruby de 64 canons, commandé par le captain John Collins, aperçoit le vaisseau français le Solitaire, de 64 canons également, commandé par le chevalier de Borda. Collins lance la chasse et, plus rapide, parvient à rejoindre le Solitaire. Après près de quarante minutes de combat, le mât d'artimon du Solitaire est emporté par un boulet, ses voiles sont perforées et son gouvernail atteint rendant le vaisseau ingouvernable. Borda est contraint d'abaisser son pavillon. Le Solitaire comte 35 hommes tués à son bord et 55 blessés alors que le HMS Ruby n'eut à déplorer que deux blessés

## Conséquences
Le captain John Collins est anobli en récompense pour cette victoire. Le Solitaire est intégré aux effectifs de la Royal Navy sous le nom de HMS Solitaire et restera en service jusqu'en 1790, date à laquelle il est revendu et sorti des listes. Jean-Charles de Borda, ainsi que tout son équipage, est fait prisonnier, il sera libéré peu de temps après et reprendra ses fonctions d'ingénieur au sein de la Marine royale. Il deviendra par la suite célèbres pour ses travaux en mathématiques, physique et sciences politiques.

## Sources et bibliographie
- (en) Joseph Allen, Battles of the British Navy, Londres, Henry Bohn, 1852 (lire en ligne), p. 349–350
- (en) David Marley, Wars of the Americas : a chronology of armed conflict in the New World, 1492 to the Present, ABC-Clio, 1998